# 치어남자!!
《치어남자!!》(일본어: チア男子!!)는 아사이 료가 원작한 일본의 청춘 소설이다. 키리시마가 동아리활동 그만둔대에 이어 2번째 작품이다.

## 줄거리
유도 도장을 하는 집안으로서 유도 외길로 정진해왔던 대학생 하루키는 자신의 한계를 느껴 유도를 그만두게 된다. 그 때, 절친이자 먼저 유도를 그만두었던 카즈마에게 권유를 받아 와세다 대학에서 재적중인 남자들로만 이루어진 치어리딩 그룹 「SHOCKERS(브레이커즈)」를 결성하게 된다.